# Список населённых пунктов Котласского района
*Административные центры указаны жирным шрифтом
- Приводинское городское поселение
  - Алексине
  - Аносово
  - Березник
  - Большая Маминская
  - Большое Михалево
  - Бугино
  - Ваганы
  - Варнавино
  - Вахонино
  - Водокачка-Местечко
  - Вондокурье
  - Выставка
  - Данилове
  - Дмитриеве
  - Егово
  - Ерга
  - Ерофеево
  - Забелинская
  - Забелье
  - Заберезье
  - Каледине
  - Колосове
  - Копосово
  - Красная Заря
  - Кузнецове
  - Кузнечиха
  - Куимиха
  - Курцево
  - Кушево
  - Малая Маминская
  - Малое Михалево
  - Медведка
  - Межник
  - Минина Полянка
  - Нарадцево
  - Новинки
  - Новое Село
  - Ногинская
  - Олюшино
  - Павловское
  - Первомайская
  - Первомайская
  - Петровская
  - Плешкино
  - Подосокорье
  - Посегово
  - Починок Сидоров
  - Прела
  - Приводино
  - Прислон
  - Прислон Большой
  - Прошутино
  - Пускино
  - Рассека
  - Реваж
  - Рысья
  - Сакушево
  - Словенское
  - Слуда Муравинская
  - Стрекалово
  - Студениха
  - Труфаново
  - Удимский
  - Улыбино
  - Хохлово
  - Чуркино
  - Шилово
  - Шопорово
  - Ядриха
  - Яндовище
- Сольвычегодское городское поселение
  - Абрамиха
  - Андреевская
  - Берег
  - Берег
  - Березник
  - Большое Рычково
  - Борок
  - Васильевская
  - Вишняково
  - Воильцево
  - Воросцово
  - Выставка
  - Горбуниха
  - Городище
  - Григорово
  - Грихнево
  - Гришановская
  - Гусиха
  - Дворище
  - Дубровец
  - Заболотье
  - Заболотье
  - Задовая
  - Зарубенка
  - Икса Мельница
  - Канифольный
  - Кепушково
  - Княжа
  - Княжица
  - Козловка 1-я
  - Козловка 2-я
  - Константиновская
  - Кочинок
  - Круглица
  - Круглый Наволок
  - Кузнецово
  - Кузьминка
  - Лайково
  - Лесной 14-го км
  - Макарове
  - Малое Рычково
  - Метлино
  - Милино
  - Михалёво
  - Михеевская
  - Мокеиха
  - Мотьма
  - Насадниково
  - Наумовская
  - Новиково
  - Нюба
  - Окуловка
  - Осолово
  - Першаковская
  - Петряиха
  - Пица Большая
  - Пица Малая
  - Погорелка Большая
  - Погорелка Малая
  - Пожарище
  - Поздышево
  - Пряновская
  - Равдуга
  - Рагозиха
  - Рековское
  - Речная
  - Рогозинская
  - Сазониха
  - Секиринская
  - Семиндяиха
  - Слободинская
  - Слободской
  - Смольниковская
  - Соколово-Большое
  - Сольвычегодск
  - Степановская Большая
  - Трегубовская
  - Тулубьево
  - Тулубьево
  - Тючкино
  - Усадьба ПМК
  - Уткино
  - Федяково
  - Фильки-Щелкуново
  - Фроловская
  - Фуфаевская
  - Хариковская
  - Харитоново
  - Циренниково
  - Чернецкая
  - Шамаиха
  - Шешурово
  - Шиврино
  - Яковлеве
- Черемушское сельское поселение[1]
  - Абросовская
  - Башарово
  - Бердяиха
  - Берёзовый
  - Блок-пост 425 км
  - Борисовская
  - Борки
  - Боровинка
  - Бурмасово
  - Ванево
  - Варавино
  - Ватса
  - Вершина
  - Воробино
  - Выползово
  - Выставка
  - Гора
  - Горки
  - Деминская
  - Дурницино
  - Езюкино
  - Емельяниха
  - Зажегино
  - Залупья
  - Замелкишна
  - Заовражье
  - Заосечная
  - Заостровье
  - Запань Нижняя Лупья
  - Затон
  - Заухтомье
  - Захарино
  - Зыкова Гора
  - Ивановская
  - Ивовец
  - Кальтино
  - Каменка
  - Кириллово
  - Козьмино
  - Коряжемка
  - Костянка
  - Котельниково
  - Коченьга
  - Кудрино
  - Кулига
  - Леонтьевская
  - Липово
  - Лыщево
  - Макарове
  - Медведки
  - Миневская
  - Мокрая Горка
  - Наволок
  - Новая Гарь
  - Нырма
  - Овечкино
  - Олюшино
  - Осокорская
  - Первомайский
  - Песчаница
  - Песчанка
  - Плесо
  - Поена
  - Покрове
  - Прилук
  - Пустошь
  - Русло
  - Савватия
  - Сведомково
  - Согра
  - Сосновская
  - Степаниха
  - Стража
  - Туйково
  - Хаминово
  - Черемушский
  - Черепиха
  - Чесноково
  - Чупаново
  - Швецово
  - Шобья
  - Язинецкая Гора
  - Ямское
- Шипицынское городское поселение
  - Андрияново
  - Артюковская
  - Артемиха
  - Белавинская
  - Белые
  - Береговая Горка
  - Бехтериха
  - Большой Уртомаж
  - Бутова Кулига
  - Гагарки
  - Голышкино
  - Гусево
  - Ескино
  - Ефремовская
  - Забелинская
  - Заберезник
  - Захарино
  - Ивановская
  - Канза Новая
  - Канза Старая
  - Княжево
  - Княщина
  - Красавино
  - Красная Гора
  - Кононово
  - Кузнецово
  - Кузьминская
  - Кунчаевская
  - Малый Уртомаж
  - Михалиха
  - Мишковская Новая
  - Мишковская Старая
  - Молодиловская
  - Мысок
  - Нечаиха
  - Нечаиха
  - Новинки
  - Петровские
  - Петровские Отставные
  - Петровские Средние
  - Печерино
  - Починок
  - Починок Новый
  - Пошуповская
  - Пыляево
  - Савино
  - Соколья Гора
  - Степанидово
  - Степановская
  - Сухой Бор Большой
  - Сухой Бор Малый
  - Туровец
  - Усово
  - Усть-Курье
  - Фаустово
  - Федотовская
  - Харитоново
  - Шипицыно
  - Шишкино